# Crkva i samostan sv. Marije u Bratuncu
Crkva i samostan sv. Marije bili su rimokatolička crkva i samostan u selu Bratuncu. Bila je crkvom naseobine katolika Hrvata, trgovaca iz Dubrovačke Republike, koji su u Podrinju na području Bratunca imali nekoliko naselja. Katolički svećenici ove crkve činila su posebnu bratovštinu po kojoj je vjerojatno nastalo ime Bratunac. Godine 1399. godine se u vrelima spominje Bratunac kao selo i u njemu parokijalna katolička crkva sv. Marije.